# Zoltán Tildy

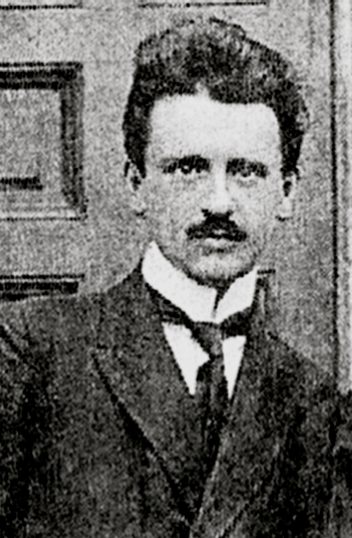
Zoltán Tildy, 1914

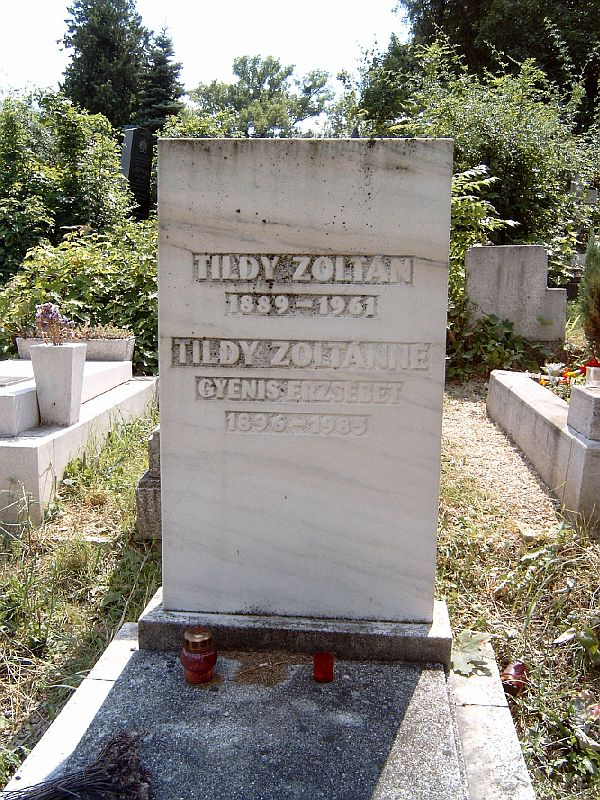
Zijn graf in Boedapest

Zoltán Tildy (Losonc, 18 november 1889 – Boedapest, 4 augustus 1961) was een Hongaars staatsman. 
Tildy, een protestantse predikant in het voornamelijk katholieke Hongarije, stichtte samen met onder anderen Ferenc Nagy in 1930 de Partij van Kleine Landbouwers. In 1936 werd hij voor die partij in het parlement gekozen.
Tijdens de Tweede Wereldoorlog was hij een verzetsman. Bij de vrije verkiezingen van 1945 won de Partij van Kleine Landbouwers de verkiezingen en Zoltán Tildy werd premier.
Op 1 februari 1946 werd hij president van de Republiek Hongarije. In 1948 werd hij door de communisten tot aftreden gedwongen en van af die tijd stond hij onder huisarrest.
In 1956 trad hij, samen met kardinaal József Mindszenty en de communist Imre Nagy, naar voren als leider van de Hongaarse Opstand. Na de onderdrukking hiervan werd Tildy tot zes jaar gevangenisstraf veroordeeld.
- Bibliothèque nationale de France: cb107350037 (data)
- Gemeinsame Normdatei: 119203340
- International Standard Name Identifier: 0000 0001 0979 6250
- Library of Congress Control Number: no93033180
- National Archives and Records Administration: 76019330
- Nationale Bibliotheek van Polen: a0000002610846
- Système universitaire de documentation: 058490612
- Virtual International Authority File: 62353159
- WorldCat: E39PBJbRjpQ6QKGdYcFFjf9hpP